# Rotondello
Il rotondello o rondò è un componimento che in origine faceva da accompagnamento al ballo in tondo. Esso è solitamente formato da otto versi dei quali alcuni vengono ripetuti in alcuni punti, soprattutto all'inizio e alla fine.
Il rotondello non ebbe in Italia un grande sviluppo. Alcun esempi, molto simili alla ballata, vengono dati da Antonio da Tempo e poi da Gidino di Sommacampagna, mentre il Boiardo chiamò una sua forma metrica piuttosto complessa rotondello. Il Carducci e il D'Annunzio usano il rotondello per alcuni esperimenti. Il primo autore in "O piccola Maria", il secondo nell'intermezzo della "Chimera".